# Izïa Higelin
Pour les articles homonymes, voir Higelin.
Izïa Higelin, ou simplement Izïa, née le 24 septembre 1990 à Paris, est une auteure-compositrice-interprète, musicienne et actrice française.
Izïa est présente sur diverses scènes à partir de 2005. C'est en 2009 que sa carrière démarre vraiment, avec la sortie de l'album Izia.

## Biographie
Izïa Anna Rosine Higelin est la fille du musicien et chanteur français Jacques Higelin et de la danseuse et chanteuse tunisienne Aziza Zakine. Elle est la demi-sœur d'Arthur H et de Kên Higelin. Elle est scolarisée à Paris à l'École alsacienne au collège, entre 2004 et 2005.
Son père lui a consacré plusieurs chansons : Ce qui est dit doit être fait et Ballade pour Izïa sur Illicite (1991), puis J't'aime telle sur Amor Doloroso en 2006. Loin d'être gênée par son nom de famille, elle revendique au contraire sa filiation à longueur d'interviews en y rendant des hommages appuyés à son père. Quant à ce dernier, il affirme n'avoir rien fait pour l'aider, si ce n'est de lui avoir conseillé un avocat pour défendre ses jeunes intérêts. Il est toutefois à noter que son tourneur est Daniel Colling, qui est, entre autres, directeur du Printemps de Bourges et producteur de Jacques Higelin. C'est Colling qui a offert à Izïa ses premières dates, avec comme premier concert important, un passage au Printemps de Bourges en 2006.

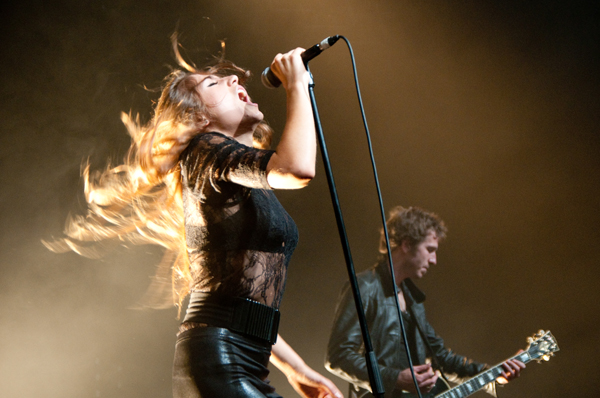
Izïa à Avignon en 2010.

Alors qu'elle n'a que 7 ans, son père et elle s'amusent à improviser des chansons, lui au piano, elle vocalisant en faux italien. En 2002, il lui offre sa première expérience discographique en partageant un duo avec elle sur l'album collectif Boby Tutti-Frutti, hommage délicieux à Boby Lapointe sur lequel ils interprètent L'Hélicon.

### Premières compositions
À l'adolescence, elle se tourne vers le rock en découvrant Led Zeppelin, Genesis et Nirvana. Puis elle apprend la guitare et commence à écrire ses premières chansons dès l'âge de 13 ans. Elle écrit et chante en anglais en reprenant à son compte la formule de John Lennon selon laquelle le rock français serait comme du vin anglais.

### Premières représentations
À 14 ans, elle interprète l'une de ses premières compositions, Life is going down, au Cabaret sauvage et est immédiatement invitée à participer au Festival du vent de Calvi six mois plus tard. C'est alors qu'elle s'entoure d'un groupe au hasard des rencontres. C'est le début de la collaboration avec Sébastien Hoog, le guitariste qui reste en 2010 le seul rescapé des diverses formations. Plus qu'un simple sideman[Quoi ?], Sébastien Hoog est un véritable complice qui cosigne les musiques et apporte un son de guitare très années 1970 au groupe. Izïa enchaîne les dates et monte sur scène au Printemps de Bourges de 2006. C'est pour elle le déclic, elle quitte l'école et se consacre à la musique.
Elle entame alors sa carrière sur la route, sans promotion, sans album, sans label, sans buzz sur internet, en bâtissant petit à petit sa réputation par ses prestations scéniques[réf. nécessaire]. Âgée d'à peine 16 ans, elle se produit en première partie d'Iggy Pop au Palais des sports de Paris, en juin 2006. D'ailleurs, en avril 2009, Iggy Pop l'invite à chanter un titre en duo pour La Musicale de Canal+. Après Nice to be dead, le vieux rocker insiste pour qu'elle chante Gloria avec lui. Ne connaissant pas les paroles, elle vocalise en scandant « I don't know those fucking lyrics! ».
Sur scène, outre sa voix, souvent comparée à celle de Janis Joplin, et une énergie communicative, la liberté dont elle fait preuve n'est pas sans rappeler celle de son père. Set-list (liste des chansons prévues au programme) à géométrie variable selon l'humeur, longues improvisations, délires verbaux, gros mots, humour et dialogues directs avec les spectateurs parsèment ses prestations. Elle-même explique qu'à avoir vu souvent son père sur scène, elle a tout naturellement imaginé que l'attitude de ce dernier en public était la norme.
Accompagnée d'Arthur H, elle rejoint Jacques Higelin sur scène lors du dernier concert donné au Bataclan en 2007, pour une longue improvisation sur la chanson Tête en l'air. La prestation est présente sur le DVD Higelin en plein Bataclan sorti le 10 décembre 2007.

### AlbumIziaet tournée
En 2006, quatre titres sont mis en ligne sur Tousenlive et MySpace dans des versions moins produites et à peine différentes de celles enregistrées trois ans plus tard sur l'album. Il s'agit de The Light, Let Me Alone, Blind et Lola,.

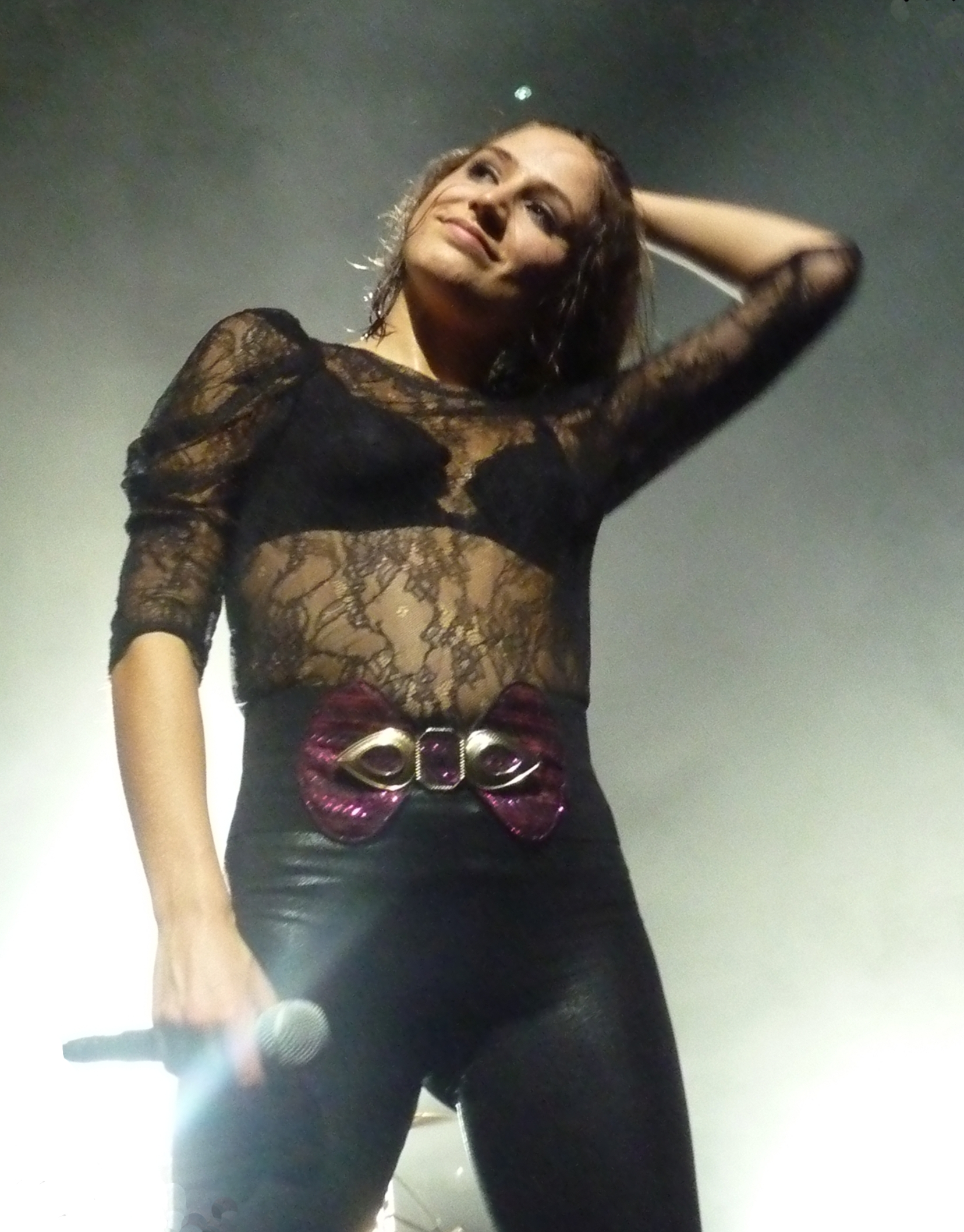
Izïa Higelin en concert à L'Aéronef à Lille en 2010.

Finalement signée par le label AZ, un premier album éponyme sort le 8 juin 2009, enregistré en dix jours dans les conditions du public, afin de préserver ce que dégage le groupe sur scène. Bien que catalogué rock, l'album aborde une très large palette de cette musique, on y découvre des ambiances qui vont du rock des années 1970 (Back in Town) à la ballade guitare/voix (Sugar Cane) en passant par le Punk (Hey Bitch !) et le funky (Blind). Peu diffusé en radio parce que jugé trop rock, le disque atteint la trente-et-unième place des ventes en France et restera dans le Top 100 durant dix-sept semaines. Après les Victoires de la musique 2010, il atteint la vingt-quatrième place mi-mars 2010. Le 29 mars 2010, le label annonce que l'album est certifié disque d'or, soit cinquante mille exemplaires vendus.
Dès la sortie de l'album, Izïa entame sa campagne de promotion, on la voit, entre autres, au Grand Journal sur Canal+ et à l'émission mensuelle One Shot Not sur Arte, animée par le musicien Manu Katche. Le 2 avril 2010, elle est à l'affiche de Taratata où elle interprète Let Me Alone et une chanson de Marilyn Monroe en duo avec Olivia Ruiz.
Le groupe prend la route pour une longue tournée qui se poursuivra jusqu'en 2010 et le fera en 2009 passer par le Printemps de Bourges, les Francofolies, le Festival des Vieilles Charrues, le Bataclan pour deux soirs en octobre et une première partie pour le groupe Motörhead le 4 novembre 2009 et se terminera sur la scène de l'Olympia.
En 2010, Izïa se produit notamment une nouvelle fois au Printemps de Bourges le 14 avril 2010 et est présente sur de nombreux festivals estivaux.
Le 18 octobre 2010, elle rejoint son père sur scène alors qu’il fête ses 70 ans au Zénith de Paris. Ils interprètent ensemble Ballade pour Izïa. Cette version est présente sur le triple CD que les spectateurs peuvent acheter à la sortie de la salle, gravé à la demande le soir même.
Le 14 novembre 2010, elle occupe la scène de l'Olympia (sur laquelle elle était déjà montée en première partie de son frère Arthur H) pour deux heures de concert.

### So Much Trouble, le deuxième album
Immédiatement après le tournage de Mauvaise Fille fin mai 2011, Izïa enchaîne avec l'enregistrement de son deuxième album sorti le 14 novembre 2011. Les séances d'enregistrement se font au studio du Hameau dans l'Orne. Izïa promet un album toujours aussi rock, mais plus mélodique, avec une meilleure maitrise de sa voix. Un premier extrait, So Much Trouble, est proposé en téléchargement libre dès le 23 août sur le site officiel. Une nouvelle version de ce single (mixage final) est ensuite proposée en téléchargement payant le 17 octobre 2011.
Le 15 mars 2012, l'album a été certifié disque d'or.

### La Vague, son troisième album

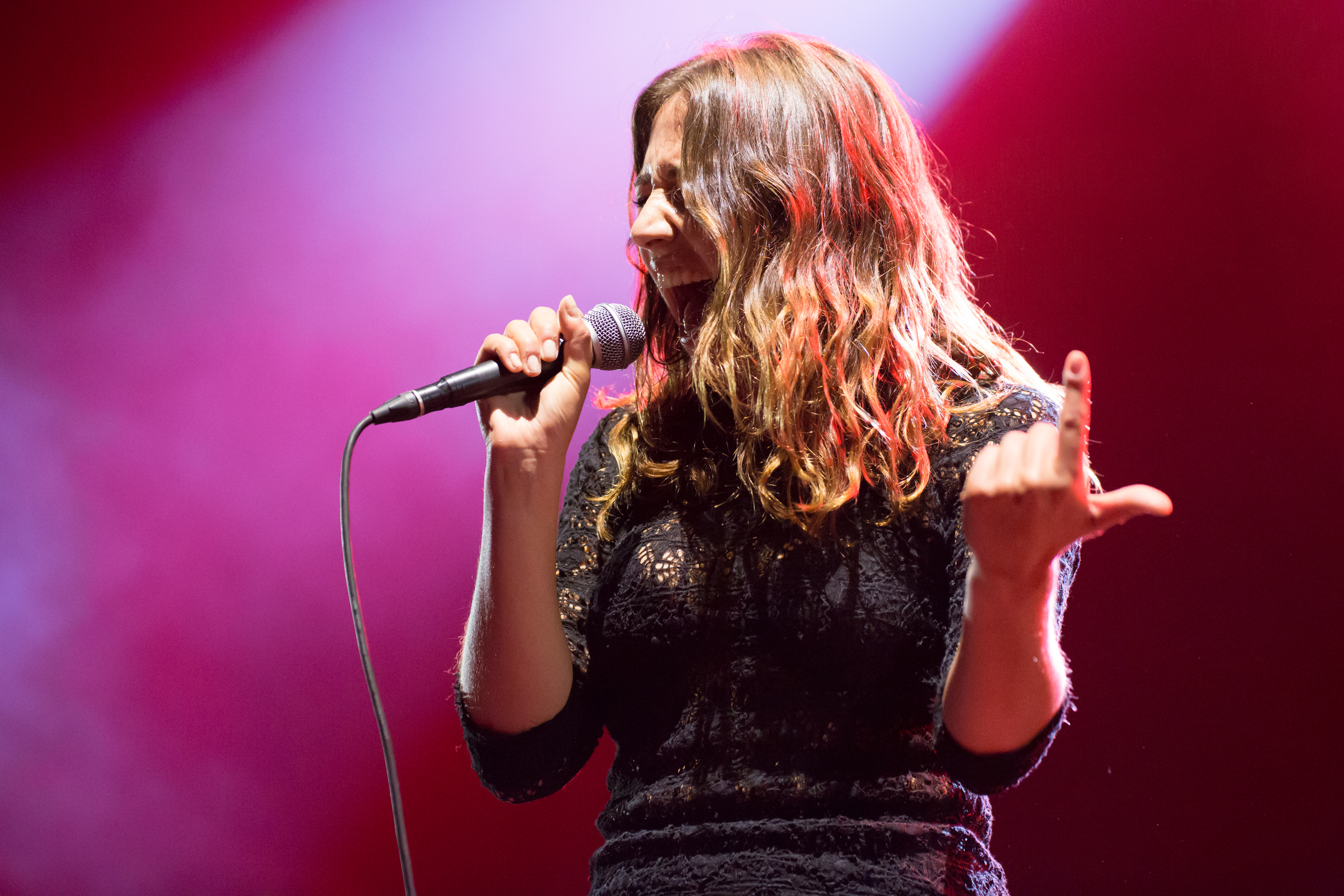
Izïa en 2015 au festival « Le WeekEnd des Curiosités » à Ramonville-Saint-Agne.

Un publipostage envoyé le 4 février 2015 avec une image et une date (9 février 2015). L'image renvoie sur son site où la même image mais animée et un son tournent en boucle. C'est l'annonce de la sortie de son prochain album le 9 février 2015. Sur l'image, on devine « IZIA » et « IZIA » en miroir et l'onglet affiche « 9 février ».
Son nouveau titre Hey est disponible sur la plate-forme musicale Deezer le 9 février à minuit ou en écoute sur Youtube.
L'album s'éloigne des influences rock des années 1970 pour se rapprocher de l'electro-pop. Contrairement aux précédents, Izïa chante en français.
La Vague est un album contenant neuf titres, en français, sorti le 13 avril 2015. Il s'ensuit une tournée d'un an à travers la France qui se conclura le 30 avril 2016 au Pan Piper à Paris.

### AprèsLa Vague
À la fin de sa tournée de 2016, Izïa se lance dans différents projets tout en continuant à se produire sur scène, notamment avec les Naïve New Beaters. Elle enregistre le titre Nous deux, en duo avec le chanteur electro-pop David Courtin sur son album Volupté des accointances.
En 2017, elle rejoint le Printemps Solidaire , une campagne menée par Solidarité sida dont le message est la défense d’une « France ouverte sur le monde et sur les autres, une France qui tient ses promesses face aux inégalités et à la détresse humaine ».
Au mois de mars 2017, elle rejoint l'initiative du Mouvement Colibris, « Chant des colibris », dont l'objectif est « d’inspirer, relier et soutenir tous ceux qui participent à construire un nouveau projet de société ». Izïa participe à plusieurs concerts donnés par le mouvement à travers la France en compagnie de son guitariste Sébastien Hoog, du réalisateur du film Demain, Cyril Dion et d'autres artistes comme Jeanne Cheral, Arthur H, Matthieu Chedid, Nach, Joseph Chedid, Tryo, Rover, Tété, Alain Souchon, Ours, Xavi Polycarpe…

### Citadelle, son quatrième album
Le 11 juin 2019, Izïa Higelin annonce un nouvel album et une nouvelle tournée à l'automne 2019.
Le 28 juin 2019, elle sort le single Trop vite, premier extrait de son quatrième album. Le clip sort le 2 septembre 2019.
Le 27 septembre 2019, une session live de son duo Esseulés avec Dominique A sort, accompagnée d'un clip réalisé par David Fontao.
Le 11 octobre 2019, l'album Citadelle sort, composé de 12 titres écrits et composés en grande partie par Izïa Higelin et Bastien Burger. Jeanne Added partage la chanson Chevaucher sur l'album.
Son concert à la Cigale du 11 décembre annonce complet très rapidement. Un Olympia est annoncé pour le 1er avril 2020, puis un Zénith pour le 25 novembre 2020. Ces deux dates ont dû être annulées en raison de la pandémie de COVID-19.

### La Vitesse, son cinquième album
Le 18 mars 2022, Izïa annonce une tournée des festivals pour l'été. Le 25, elle dévoile son premier single Mon cœur avec un clip réalisé par Laura Marciano. Le 15 avril, elle révèle les dates de sa future tournée 2022-2023.
Le 4 mai, Izïa annonce la sortie de son prochain album La Vitesse pour le 3 juin 2022 et, quelques jours plus tard, trois dates à la Maroquinerie les 1er, 2 et 3 juin 2022 pour lancer son album. Les dates à la Maroquinerie affichent très rapidement complet.
Le 18 mai 2022, elle sort deux nouveaux titres : La Vitesse (nom de l'album également) et Nos rêves.

### Cinéma et théâtre
Début 2011, Patrick Mille choisit Izïa pour tenir l'un des rôles principaux dans son premier long métrage, Mauvaise fille, une adaptation du roman de sa compagne Justine Lévy.
Le film est sorti dans les salles le 28 novembre 2012.
De ce film, elle remporte le César du meilleur espoir féminin en 2013.
En 2014, elle joue un second rôle dans le film Samba, auprès d'Omar Sy.
En 2014, elle prête sa voix à Cire, un second rôle dans le film Mune, le gardien de la lune d'Alexandre Heboyan et Benoît Philippon.
En 2015, elle tient le rôle principal de Delphine, dans La Belle Saison de Catherine Corsini, auprès de Cécile de France.
Elle est aujourd'hui représentée par l'agence Adéquat.
Elle apparaît dans des épisodes de la série télévisée Serge le Mytho inspirée du personnage de la série Bloqués diffusée sur Canal+ en 2016 et 2017.
Elle a par ailleurs assisté au Festival Premiers Plans à Angers en janvier 2017 afin d'y lire le scénario du premier long métrage d’Yann Dellatre L'Année du Chien.
Elle tient le rôle de Camille Claudel dans Rodin, film de Jacques Doillon sorti le 24 mai 2017, avec Vincent Lindon et Séverine Caneele. Le film est sélectionné pour le Festival de Cannes 2017 et elle monte les marches du palais le 24 mai avec l'équipe du film.
Le 22 octobre 2017, elle monte sur la scène du théâtre du Casino à Biarritz en compagnie de Vincent Dedienne pour une lecture de Just Kids, le roman de Patti Smith.
Izïa Higelin est à l'affiche d’Un peuple et son roi de Pierre Schoeller, tourné durant l'été 2017 et sorti en septembre 2018. Elle incarne ensuite Bérénice dans Debout sur la montagne de Sébastien Betbeder et Nora dans Petite Nature de Samuel Theis.
En 2022, elle est à l'affiche du film Loin du périph sur Netflix, avec Omar Sy et Laurent Laffite. Le film devient le sixième film non anglophone le plus visionné de Netflix avec plus de 70 millions d'heures de visionnage.

### Vie privée
Izïa Higelin a été en couple avec le photographe et musicien Bastien Burger, qui est bassiste dans la formation qui l'entoure lors de ses concerts. De cette relation est né le 1er août 2018 un fils,. Ils se sont séparés en 2022.

### Polémique
Le 6 juillet 2023, dans le cadre d’un concert aux Nuits Guitares à Beaulieu-sur-Mer, elle invite la foule à participer au lynchage imaginaire du président de la République Emmanuel Macron,. Une enquête est ouverte par le parquet de Nice pour « provocation publique à commettre un crime ou un délit » et l'un de ses concerts, prévu à Marcq-en-Barœul, est annulé par le maire de la ville,. Higelin assure pour sa part n'avoir « à aucun moment, voulu inciter à la violence ou à la haine » et évoque « une histoire fantasmée, un moment partagé d'esprit libre, artistique ».
L'enquête est finalement classée sans suite « en l’absence d’infractions suffisamment caractérisées ».

## Musiciens des concerts d'Izïa Higelin

### Membres actuels
- Basse : Bastien Burger
- Batterie : Nicolas Musset
- Guitare : Terrier
- Clavier : Julia Jérosme

### Anciens membres
- Guitare : Sébastien Hoog
- Basse : Vincent Brulin
- Batterie : Louis Delorme
- Guitare, piano et orgue : Guillaume Zeller

## Discographie

### Albums studio
- 2009 : Izia
- 2011 : So Much Trouble
- 2015 : La Vague
- 2019 : Citadelle
- 2022 : La Vitesse

### Participations
- 2002 : L'Hélicon, duo avec Jacques Higelin sur l'album collectif Boby Tutti-Frutti, hommage délicieux à Boby Lapointe
- 2007 : Tête en l'air, trio avec Jacques Higelin et Arthur H sur le DVD de Jacques Higelin En plein Bataclan
- 2009 : Nice to Be Dead, duo avec Iggy Pop à la Musicale de Canal+
- 2010 : Ballade pour Izïa, duo avec Jacques Higelin  sur le CD de ce dernier, Paris / Zénith 18.10.2010
- 2011 : La Beauté de l'Amour, duo avec Arthur H sur l'album de ce dernier, Baba Love
- 2013 : Regarde comme il fait beau (dehors), refrain sur l'album des Casseurs Flowters Orelsan et Gringe sont les Casseurs Flowters
- 2014 : Change de pote, clip du titre du même nom de l'album des Casseurs Flowters
- 2016 : Heal Tomorrow, featuring avec Naive New Beaters
- 2016 : Raindrops Keep Fallin' on My Head, reprise pour le film Joséphine s'arrondit de Marilou Berry
- 2017 : La Ballade de Jim sur l'album de reprise Souchon dans l'air sorti en juin 2017
- 2017 : Laissez moi danser sur l'album Dalida by Ibrahim Maalouf sorti le 17 novembre 2017
- 2018 : Nous deux, duo avec David Courtin publié en 45 tours pour le Disquaire Day[44] et à l'origine, sur l'album de ce dernier, Volupté des accointances (2016)
- 2021 : My Friend of Misery, reprise de Metallica, extrait de l'album de reprises The Metallica Blacklist, sorti le 10 septembre 2021. Produit par Bastien Burger.

## Filmographie

### Cinéma
- 2012 : Mauvaise Fille de Patrick Mille : Louise
- 2014 : Mune : Le Gardien de la Lune de Benoît Philippon et Alexandre Heboyan : Cire (voix originale)
- 2014 : Samba d'Éric Toledano et Olivier Nakache : Manu
- 2014 : Fils de de HPG : Elle-même
- 2015 : La Belle Saison de Catherine Corsini : Delphine
- 2016 : Saint Amour de Gustave Kervern et Benoît Delépine : L'ex de Mike
- 2017 : Rodin de Jacques Doillon : Camille Claudel
- 2018 : Un peuple et son roi de Pierre Schoeller : Margot
- 2019 : Debout sur la montagne de Sébastien Betbeder : Bérénice
- 2021 : Petite Nature de Samuel Theis : Nora Adamski
- 2022 : Loin du périph de Louis Leterrier : Alice
- 2023 : Sur les chemins noirs de Denis Imbert : Céline
- 2024 : Juliette au printemps de Blandine Lenoir : Juliette

### Télévision
- 2016 - 2017 : Serge le Mytho (série télévisée), 6 épisodes : Ingrid
- 2021 : La Vengeance au triple galop (téléfilm) d'Alex Lutz : Debbie

## Internet
- 2022 : Hot Ones, présentée par Kyan Khojandi

## Distinctions

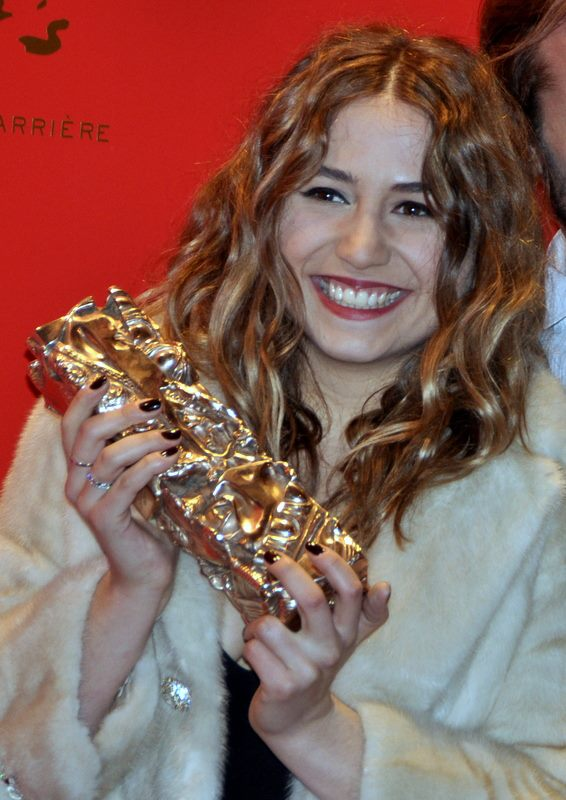
Izïa Higelin en 2013 lors de la des César.

Sauf indication contraire, les informations mentionnées dans cette section peuvent être confirmées par la base de données cinématographiques IMDb,  présente dans la section « Liens externes ».

### Récompenses
- Victoires de la musique 2010 : Victoire de l'album rock pour Izia et Victoire du groupe ou artiste révélation scène Le lendemain de la cérémonie, la presse salue la performance d'Izïa en soulignant la réaction de la jeune chanteuse qui n'a pas vraiment respecté les usages en proférant quelques « putain ! »[45]. Seule une journaliste des Inrockuptibles[46] s'offusque de ce couronnement en arguant que « c’est pas parce qu'elle a 19 ans qu'on va trouver ça bien, c'est pas parce qu'elle cartonne qu'on va s'y intéresser »[47].
- Globe de Cristal 2012 : meilleure interprète féminine
- Victoires de la musique 2012 : Victoire de l'album rock pour So Much Trouble[48].
- Étoiles d'or du cinéma français 2013 : Étoile d'or de la révélation féminine pour Mauvaise Fille de Patrick Mille[49].
- César 2013 : César du meilleur espoir féminin pour Mauvaise fille

### Nominations
- Prix Lumières 2013 : Prix Lumières du meilleur espoir féminin pour son rôle dans Mauvaise fille
- Globe de Cristal 2013 : meilleure actrice pour Mauvaise fille
- Prix Romy-Schneider 2013
- César 2015 : César de la meilleure actrice dans un second rôle pour Samba
- Prix Lumières 2016 : Prix Lumières de la meilleure actrice pour son rôle dans La Belle Saison
- NRJ Music Awards 2022 : Artiste féminine francophone de l'année